# Змова Рідольфі
Змова Рідольфі (англ. Ridolfi plot) 1571 року — невдала спроба групи англійських католиків на чолі з Роберто Рідольфі вбити королеву Єлизавету і звести на престол Марію Стюарт. Остання мала стати дружиною Томаса Говарда, 4-го герцога Норфолка, і знову зробити католицизм державною релігією Англії. Змову розкрили, її керівників стратили. Марія залишилася в ув'язненні і була обезголовлена 1587 року, після розкриття змови Бабінгтона.